# John C. Bogle
John C. Bogle (anglès: John Clifton Bogle)  (Montclair, 8 de maig de 1929 - Bryn Mawr, 16 de gener de 2019) era un inversor, magnat i filantrop nord-americà. Va ser el fundador i conseller delegat de l'empresa gestora de fons d'inversió The Vanguard Group i se li atribueix la creació del primer fons indexat. El seu llibre Common Sense on Mutual Funds: New Imperatives for the Intelligent Investor de l'any 1999 es va convertir en un best-seller i es considera un clàssic en la comunitat inversora.